# 2000 en cyclisme
Chronologie du cyclisme
1999 en cyclisme - 2000 en cyclisme - 2001 en cyclisme
Les faits marquants de l'année 2000 en cyclisme.

## Par mois

### Septembre
- 3 septembre : fermeture du Vélodrome d'Ordrup de Copenhague après 120 ans[1].
- 9 septembre : l'Union cycliste internationale modifie les règles régissant le record de l'heure : « Estimant que le nouveau règlement du sport cycliste rendrait pratiquement inattaquable le record actuel, le Comité Directeur a décidé la création du « Record de l'heure - UCI » d'une part et de la « Meilleure Performance de l'heure » d'autre part. » Le record de l'heure est désormais celui établi par Eddy Merckx à Mexico le 25 octobre 1972 : 49,431 95 km. Il ne pourra être battu qu'avec un vélo comparable à celui utilisé par Merckx. La meilleure performance de l'heure est la performance réalisée le 6 septembre 1996 par Chris Boardman, et jusqu'alors considérée comme le record de l'heure : 56,375 km[2],[3].

### Octobre
- 27 octobre : moins de deux mois après l'édiction de nouvelles règles régissant le record de l'heure cycliste par l'Union cycliste internationale, Chris Boardman établit un nouveau record au vélodrome de Manchester, pendant les championnats du monde sur piste, en parcourant 49,441 872 km[3],[4],[5].

## Principales naissances
- Remco Evenepoel, cycliste belge

## Principaux décès
- 20 février : Jean Dotto, cycliste français. (° 27 mars 1928).
- 5 mai : Gino Bartali, cycliste italien. (° 18 juillet 1914).